# مرز ایالات متحده آمریکا–کانادا

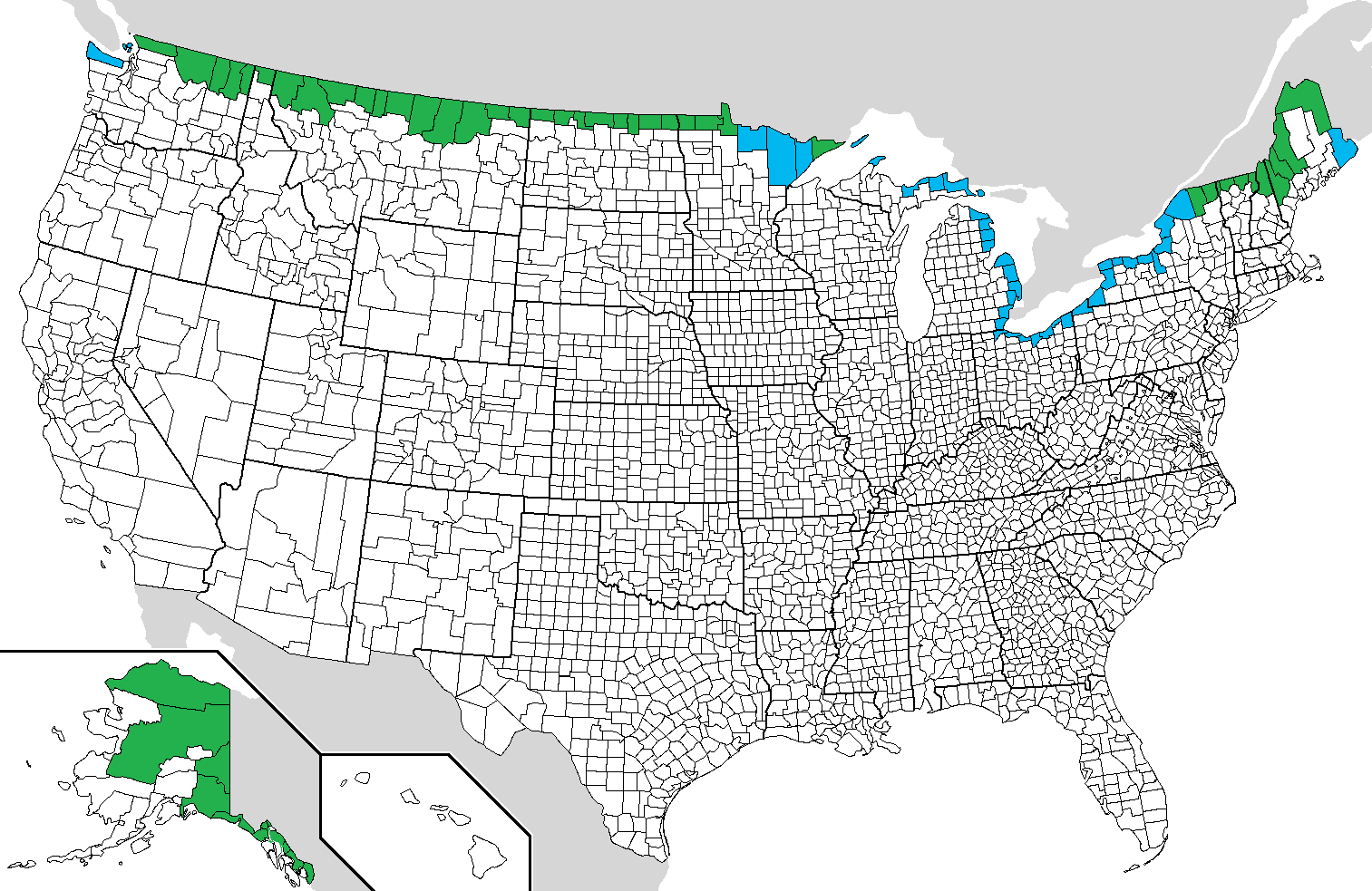
شهرستان‌های ایالات متحده که دارای مرز زمینی یا آبی با کانادا هستند

مرز ایالات متحده آمریکا–کانادا (به انگلیسی: Canada–United States border) یا رسماً مرز بین‌المللی, طولانی‌ترین مرز بین‌المللی در جهان است. مرز زمینی، (در برگیرندهٔ بخش‌های کوچکی از مرز دریایی در کنار سواحل اقیانوس اطلس، اقیانوس آرام، و اقیانوس منجمد شمالی و همچنین دریاچه‌های بزرگ) ۸٬۸۹۱ کیلومتر (۵٬۵۲۵ مایل) طول دارد، از جمله ۲٬۴۷۵ کیلومتر (۱٬۵۳۸ مایل) با آلاسکا مشترک است.

## طول مرزها
|      |                |                            |      |               |                            |  |
| رتبه | ایالت          | طول مرز با کانادا          | رتبه | استان/قلمرو   | طول مرز با آمریکا.         |  |
| ۱    | آلاسکا         | ۲٬۴۷۵ کیلومتر (۱٬۵۳۸ مایل) | ۱    | انتاریو       | ۲٬۷۶۰ کیلومتر (۱٬۷۱۵ مایل) |  |
| ۲    | میشیگان        | ۱٬۱۶۰ کیلومتر (۷۲۱ مایل)   | ۲    | بریتیش کلمبیا | ۲٬۱۶۸ کیلومتر (۱٬۳۴۷ مایل) |  |
| ۳    | مین            | ۹۸۳ کیلومتر (۶۱۱ مایل)     | ۳    | یوکان         | ۱٬۲۱۰ کیلومتر (۷۵۲ مایل)   |  |
| ۴    | مینه‌سوتا       | ۸۸۰ کیلومتر (۵۴۷ مایل)     | ۴    | استان کبک     | ۸۱۳ کیلومتر (۵۰۵ مایل)     |  |
| ۵    | ایالت مونتانا  | ۸۷۷ کیلومتر (۵۴۵ مایل)     | ۵    | ساسکاچوان     | ۶۳۲ کیلومتر (۳۹۳ مایل)     |  |
| ۶    | ایالت نیویورک  | ۷۱۶ کیلومتر (۴۴۵ مایل)     | ۶    | نیوبرانزویک   | ۵۱۳ کیلومتر (۳۱۸ مایل)     |  |
| ۷    | ایالت واشینگتن | ۶۸۷ کیلومتر (۴۲۷ مایل)     | ۷    | منیبا         | ۴۹۷ کیلومتر (۳۰۹ مایل)     |  |
| ۸    | داکوتای شمالی  | ۴۹۹ کیلومتر (۳۱۰ مایل)     | ۸    | آلبرتا        | ۲۹۸ کیلومتر (۱۸۵ مایل)     |  |
| ۹    | اوهایو         | ۲۳۵ کیلومتر (۱۴۶ مایل)     |      |               |                            |  |
| ۱۰   | ورمانت         | ۱۴۵ کیلومتر (۹۰ مایل)      |      |               |                            |  |
| ۱۱   | نیوهمپشایر     | ۹۳ کیلومتر (۵۸ مایل)       |      |               |                            |  |
| ۱۲   | آیداهو         | ۷۲ کیلومتر (۴۵ مایل)       |      |               |                            |  |
| ۱۳   | پنسیلوانیا     | ۶۸ کیلومتر (۴۲ مایل)       |      |               |                            |  |